# 臨時議政院
臨時議政院（韓文：대한민국 임시의정원，英文：Korean Provisional Congress），是大韓民國臨時政府的立法機構，實行一院制。第一屆流亡議會成立于1919年。

## 議會概況
第一屆議政院由57名議員組成，後來第二屆改為69名議員。第一屆共設11個選舉區：京畿道6人、忠清道6人、慶尚道6人、全羅道6人、江原道3人、咸鏡道6人、黃海道3人、平安道6人、中領僑民6人、俄領僑民6人、美領僑民3人，合計57人。

## 選舉

### 參選資格
議員資格限於23歲或以上、受過中等教育的男女高麗人。

### 選民資格
凡年滿18歲的大韓民國公民不論性別、宗教、家庭情況都擁有投票權。

## 議員名單
|  | 57 / 57 | 無黨籍 |

|  | 69 / 69 | 無黨籍→韓國獨立黨→韓國民族黨→民意大帳篷→愛國團體聯盟 |

|  |  |  |